# Rally di Roma Capitale
El Rally di Roma Capitale es un evento de rally que tiene lugar en Roma, la capital de Italia. Las dos primeras ediciones fueron celebradas en la Provincia de Rieti, mientras que a partir de 2015 se organizó en la Provincia de Roma siendo válido para el Campeonato de Italia de Rally y a partir de 2017, válido para el Campeonato de Europa de Rally.

## Palmarés
| Año  | Edición                     | Piloto               | Copiloto          | Vehículo               | Series   |
| ---- | --------------------------- | -------------------- | ----------------- | ---------------------- | -------- |
| 2013 | 1.º Rally di Roma Capitale  | Alfredo De Dominicis | Matteo Chiarcossi | Ford Focus RS WRC      |          |
| 2014 | 2.º Rally di Roma Capitale  | Tonino Di Cosimo     | Mario Papa        | Ford Focus RS WRC      |          |
| 2015 | 3.º Rally di Roma Capitale  | Umberto Scandola     | Guido D'Amore     | Škoda Fabia R5         | CIR      |
| 2016 | 4.º Rally di Roma Capitale  | Umberto Scandola     | Guido D'Amore     | Škoda Fabia R5         | CIR      |
| 2017 | 5.º Rally di Roma Capitale  | Bryan Bouffier       | Xavier Panseri    | Ford Fiesta R5         | ERC, CIR |
| 2018 | 6.º Rally di Roma Capitale  | Alexey Lukyanuk      | Alexey Arnautov   | Ford Fiesta R5         | ERC, CIR |
| 2019 | 7.º Rally di Roma Capitale  | Giandomenico Basso   | Lorenzo Granai    | Škoda Fabia R5         | ERC, CIR |
| 2020 | 8.º Rally di Roma Capitale  | Alexey Lukyanuk      | Dmitriy Eremeev   | Citroën C3 R5          | ERC, CIR |
| 2021 | 9.º Rally di Roma Capitale  | Giandomenico Basso   | Lorenzo Granai    | Škoda Fabia Rally2 evo | ERC, CIR |
| 2022 | 10.º Rally di Roma Capitale | Damiano De Tommaso   | Giorgia Ascalone  | Škoda Fabia Rally2 evo | ERC, CIR |
| 2023 | 11.º Rally di Roma Capitale | Andrea Crugnola      | Elia Ometto       | Citroën C3 Rally2      | ERC, CIR |
| 2024 | 12.º Rally di Roma Capitale | Andrea Crugnola      | Elia Ometto       | Citroën C3 Rally2      | ERC, CIR |
| 2025 | 13.º Rally di Roma Capitale | Giandomenico Basso   | Lorenzo Granai    | Škoda Fabia RS Rally2  | ERC, CIR |